# Lions de York
Les Lions de York sont les équipes sportives universitaires représentant l'Université York à Toronto, Ontario, Canada.

## Équipes universitaires
- Athlétisme (M/F)
- Basket-ball (M/F)
- Cross-country (M/F)
- Football (M/F)
- Football canadien (M)
- Hockey sur gazon (F)
- Hockey sur glace (M/F)
- Lutte (M/F)
- Rugby (F)
- Volley-ball (F)

## Rivalités

### Contre l'Université de Toront et l'Université Ryerson
Il existe une rivalité sportive entre les trois programmes sportifs universitaire situés au Grand Toronto: les Lions, les Varsity Blues de l'Université de Toronto et les Rams de l'Université Ryerson.